# Kai Winding
Kai Winding (Aarhus, Dinamarca, 18 de mayo de 1922 - Yonkers, 6 de mayo de 1983) fue un Trombonista estadounidense de jazz de origen danés. Es conocido por su colaboración con su compañero trombonista J.J. Johnson. Su versión de "More" el tema musical de la película italiana Mondo Cane (Perro mundo) llegó en 1963 al N°8 en la lista estadounidense de Billboard Hot 100 y permaneció como su única entrada.

## Biografía
Nacido en Dinamarca, la familia de Kai Winding emigró a Estados Unidos en 1934, cuando el músico contaba solo con 12 años. Tras su paso por las orquestas de Alvino Rey y Sonny Dunham, Winding ingresa en una banda militar y permanece allí durante tres años. En 1946 entra en la orquesta de Benny Goodman, pero su salto a la fama tiene lugar poco más tarde, cuando ingresa en la orquesta de Stan Kenton. Allí, su estilo y sonido son imitados por otros músicos de la orquesta, lo que finalmente daría lugar a un cambio en el sonido de la orquesta misma. A finales de la década de 1940 Winding participa en sesiones con músicos bebop, toca con Tadd Cameron y toma parte en las grabaciones del noneto de Miles Davis que darían lugar al surgimiento del cool jazz. Tras ello, Winding trabaja con Charlie Ventura y Buddy Steart, y finalmente forma un quinteto con el gran Trombonista J. J. Johnson que efectuaría diversas grabaciones para varios sellos discográficos de 1954 a 1956, período durante el cual el sonido de ambos trombonistas es indistinguible. La banda pasa a la historia del jazz por la calidad de su propuesta, pero tras 1956 las reuniones de Winding y Johnson tendrían lugar ya solo esporádicamente.
Desde finales de la década de 1950, Winding lidera intermitentemente un septeto con cuatro trombones, y ya en la década de 1960 se convierte en el director musical de los Playboy Clubs en Nueva York. En la década de 1970 forma parte de Giants of Jazz, una All-Stars Band que contaba con la participación de figuras de la talla de Dizzy Gillespie, Sonny Stitt, Thelonious Monk o Art Blakey; sus trabajos se van haciendo cada vez más esporádicos y el músico establece su segunda residencia en España. Kai Winding pasó los últimos años de su vida en Nueva York, retirado de la actividad musical.

## Muerte
Kai Winding ingresó al hospital por una enfermedad cerebral recurrente, en Yonkers, Nueva York y más tarde falleció de complicaciones de su enfermedad el 6 de mayo de 1983.

## Estilo y valorización
Una de las más grandes figuras de la era del bebop, la figura de Kai Winding siempre estuvo en cierta forma ensombrecida por la del gigante J. J. Johnson, con quien lideró uno de los grupos más populares de la década de 1950. Kai Winding ayudó a Johnson a establecer el fraseo bebop en su instrumento, con una claridad de sonido y una velocidad de ejecución impensables pocos años antes y la asociación de ambos hombres ha pasado a la historia como uno de los episodios más importantes de la historia reciente del instrumento.

## Discografía

### Como líder
- 1960: The Incredible Kai Winding Trombones (Impulse!)
- 1961: Kai Ole
- 1963: The Kai Winding Trombones (Jazz Vault)
- 1965: Rainy Day (verve) V-8620
- 1967: Penny Lane and Time (verve) V-8691

### ConJ. J. Johnsoncomo colíder
- 1954: Jay and Kai Savoy SV0163 (CD)
- 1954: An Afternoon at Birdland
- 1954: Jay and Kai Prestige
- 1955: Nuf Said Bethlehem 20-40062 (CD)
- 1955: Trombone for Two Columbia (LP); Collectables (CD)
- 1956: Jay and Kai + 6 Columbia (LP); Collectables (CD)
- 1960: The Great Kai & J. J. Impulse! Records MCAD-42012
- 1968: Betwixt & Between (CTI Records)
- 1968: Israel (CTI)

### ConCurtis Fullercomo colíder
- 1980: Bone Appétit